# Carriole

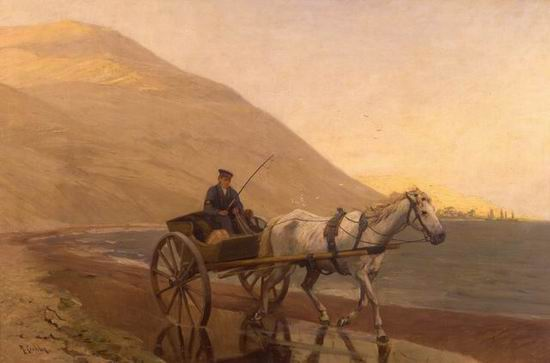
Richard Eschke, Carriole postale, sans date.

La carriole est un type de voiture hippomobile à traction chevaline principalement utilisée au XIXe siècle et qui est destinée au transport de personnes et/ou de marchandises.
Construit principalement avec du bois, il s'agit d'un véhicule léger, à deux ou quatre roues, ouvert ou couvert d'une bâche en forme de capote et tiré par un seul cheval, ou plus rarement par un âne ou un mulet, voire un bœuf. Sa conception et son utilité sont proches de la charrette et du chariot. Au Canada, la carriole est un chariot monté sur des patins.

## Galerie

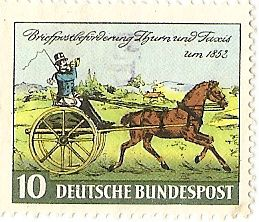
Timbre postale allemand de 1852 représentant un postillon conduisant une carriole.
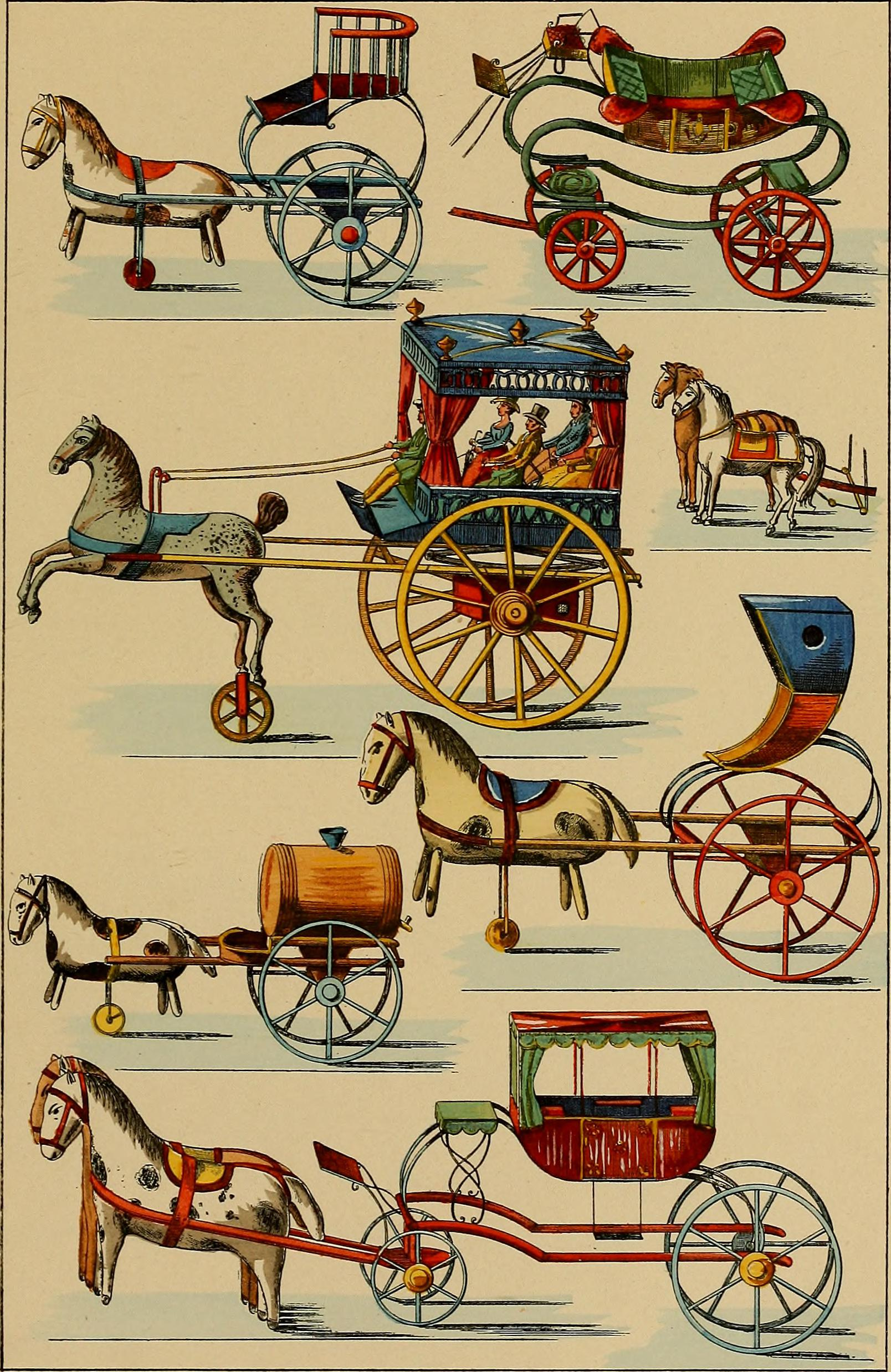
Calèche, carriole, cabriolet et voitures diverses, illustration de l’Histoire des jouets d'Henry d'Allemagne publiée en 1902.
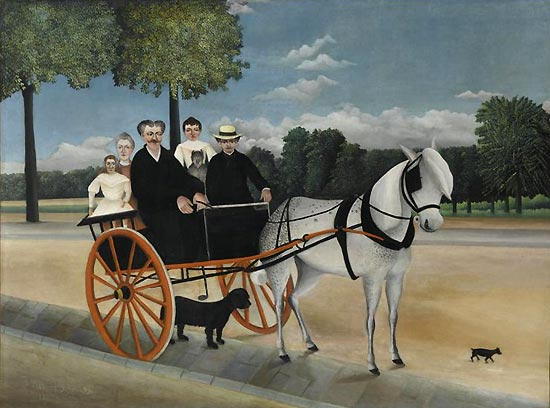
Henri Rousseau, La Carriole du Père Junier, 1908, Musée de l'Orangerie.
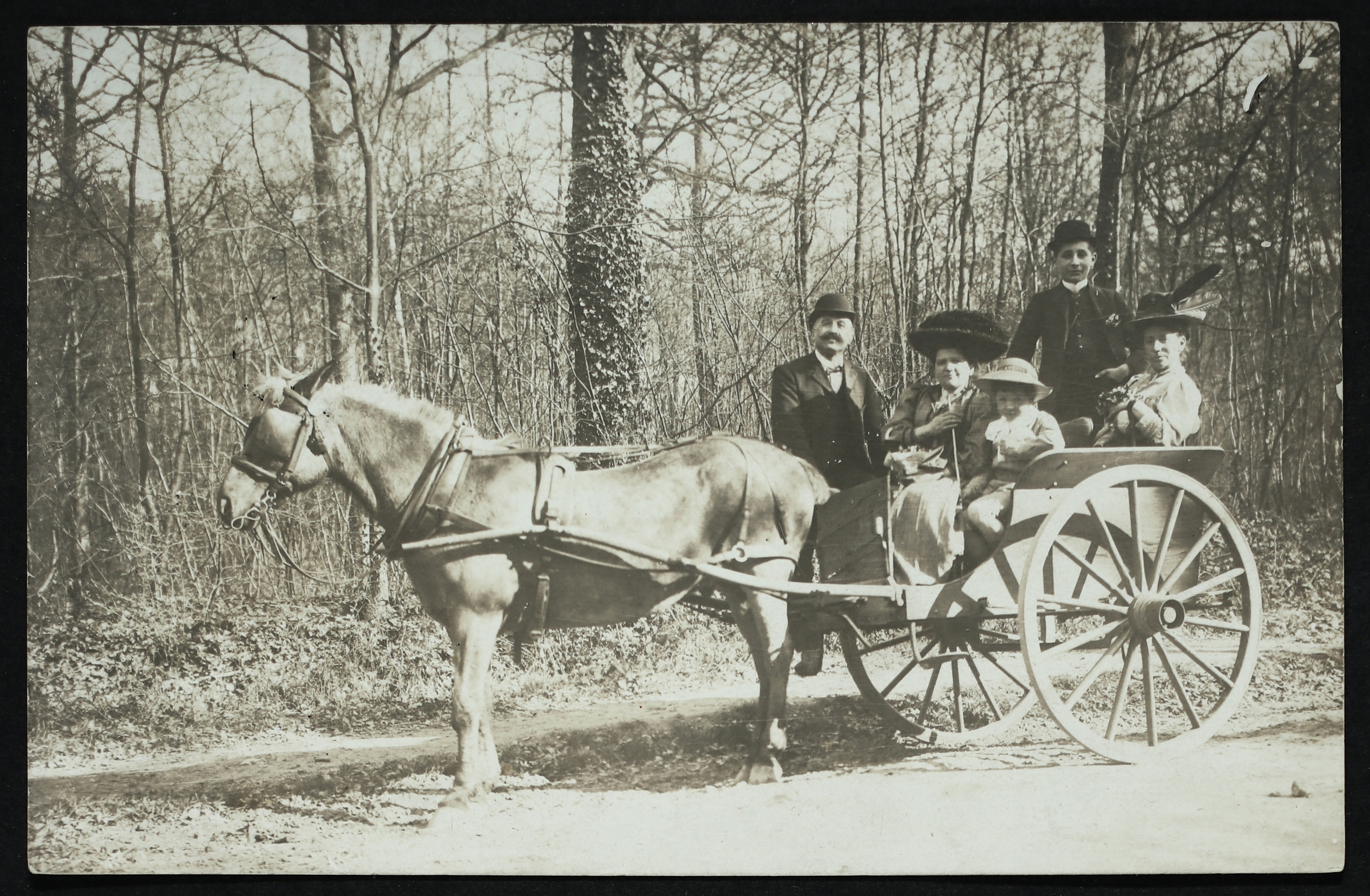
Photographie d'une carriole et de ses passagers en 1910.
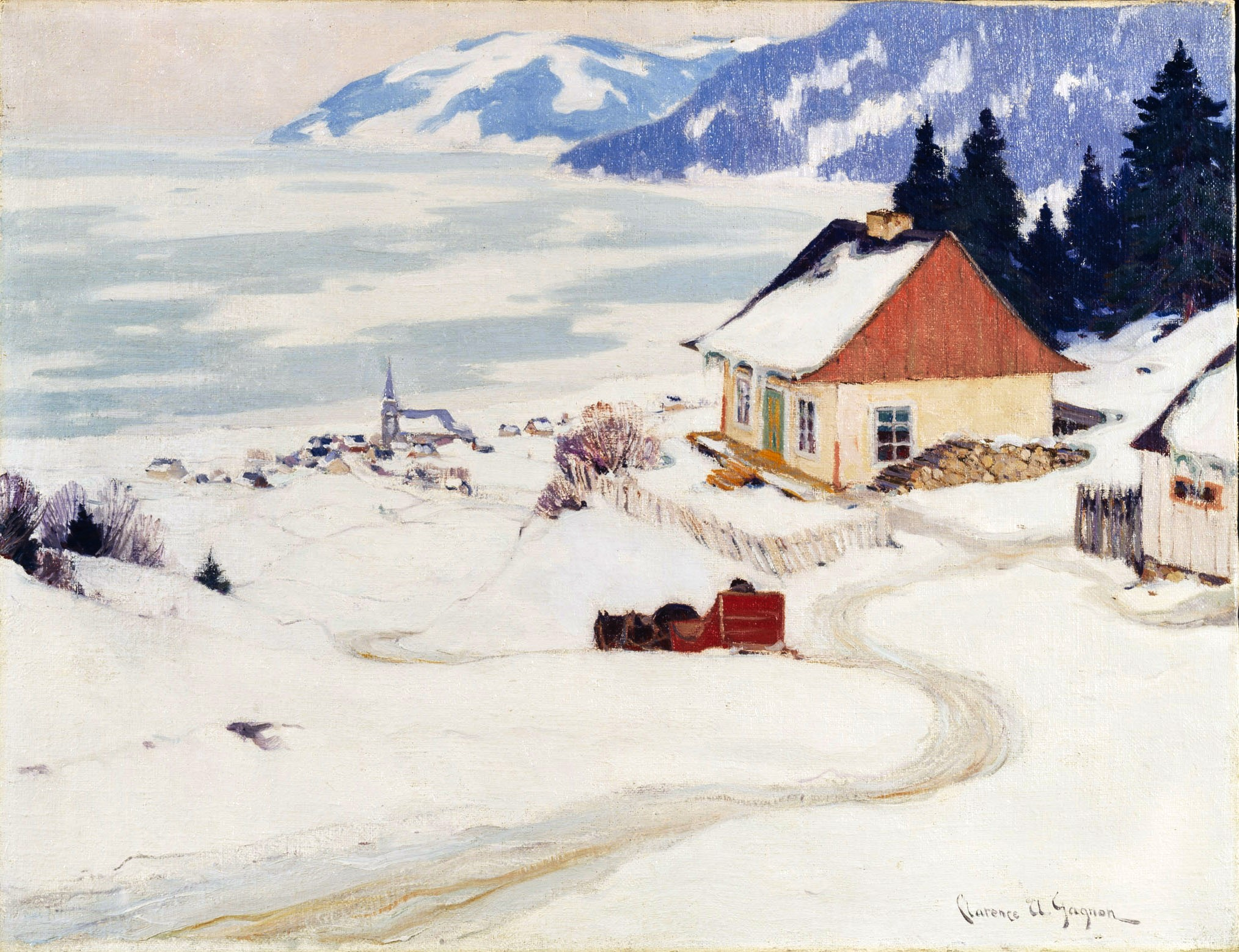
Clarence Gagnon (Canada), La Carriole rouge, 1924 ou 1925.
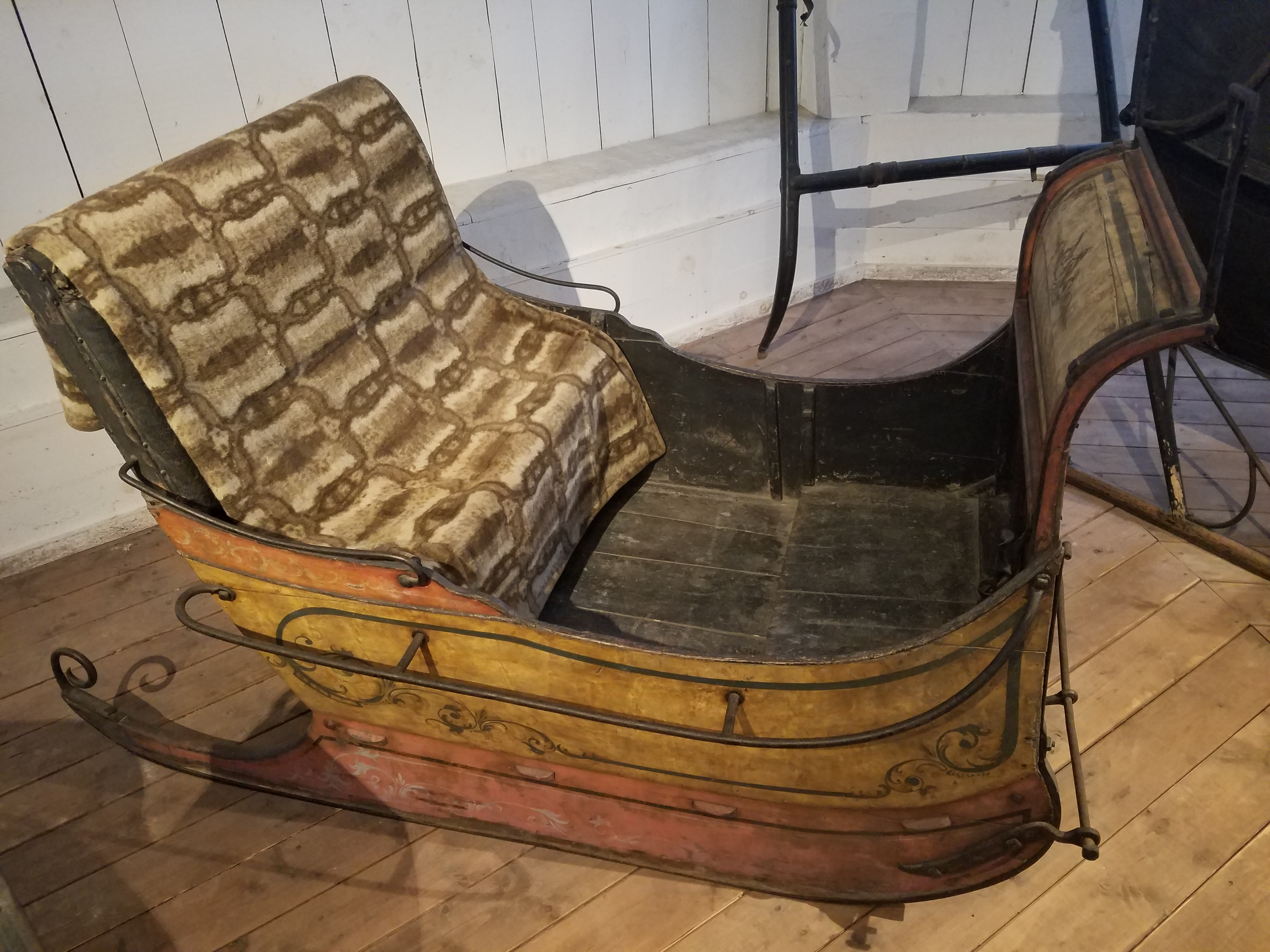
La cariole de 1850 au musée de Shelburne